# Simon d'Artois
Simon d'Artois (Whistler, 26 gennaio 1992) è uno sciatore freestyle canadese, specializzato nell'halfpipe.

## Biografia
Originario di Whistler e attivo a livello internazionale dal 31 gennaio 2009, data in cui Simon d'Artois ha debuttato in Coppa del Mondo, giungendo 26º in halfpipe a Park City. Il 1º settembre 2017 ha ottenuto il suo primo podio nel massimo circuito, classificandosi al 3º posto a Cardrona, nella gara vinta dallo statunitense Alex Ferreira. Il 20 dicembre 2018 ha ottenuto la sua prima vittoria, imponendosi a Secret Garden; nella stessa stagione di Coppa del Mondo 2018-2019 si è aggiudicato la Coppa del Mondo di halfpipe.
In carriera ha preso parte a due edizioni dei Giochi olimpici invernali e quattro dei Campionati mondiali di freestyle, vincendo la medaglia d'argento nell'halfpipe ad Aspen 2021. Ha inoltre vinto un oro ai Winter X Games.

## Palmarès

### Mondiali
- 1 medaglia:
  - 1 argento (halfpipe ad Aspen 2021)

### Winter X Games
- 1 medaglia:
  - 1 oro (superpipe ad Aspen 2015)

### Coppa del Mondo
- Vincitore della Coppa del Mondo di halfpipe nel 2019
- Miglior piazzamento in classifica generale: 9º nel 2019
- 7 podi:
  - 1 vittoria
  - 1 secondo posto
  - 5 terzi posti

#### Coppa del Mondo - vittorie
| Data             | Luogo         | Paese | Disciplina |
| ---------------- | ------------- | ----- | ---------- |
| 20 dicembre 2018 | Secret Garden | Cina  | HP         |

Legenda:

HP = halfpipe